# 都政革新会
都政革新会（日语：／）是日本东京都的一个地方政党。该党成立于1967年，由革命的共产主义者同盟全国委员会（中核派）建立。
该党支持反对建设成田国际机场的三里塚芝山联合空港反对同盟北原派。
在2017年的第48届日本众议院议员总选举中，该党在东京都第8区提名中核派全学联委员长斋藤郁真为众议院议员候选人，北原派、动劳总联合下属的动劳水户、动劳西日本等也推荐和支持他，结果获得2931票（得票率为1.2%），在6名候选人中排名第6，落选，未达到法定得票，同时选举保证金也被没收。在2019年4月21日的第19届统一地方选举中，该党提名中核派活动家洞口朋子为杉并区议会议员候选人，结果获得3275票，当选。在2023年4月23日的第20届统一地方选举中，洞口朋子以2632票成功连任杉并区议会议员。